# Næstved Festuge
Næstved Festuge var et arrangement, der blev afholdt i Næstved én gang om året, med arrangementer inden for musik, kultur og teater. Der var en koncertscene på Axeltorvet, hvor der om aftenen er musik for unge og gamle, og alle butikker i byen havde længe åbent. Ca. hvert andet år blev et større teaterstykke sat op.
Næstved Festuge blev arrangeret af Sjælland Sport & Event, der også driver Næstved Boldklub og basketballholdet Team FOG Næstved.
I 2010 fik festugen et underskud og var truet af konkurs, bl.a. fordi flere arrangementer var ramt af dårligt vejr. På dette tidspunkt havde arrangementet et budget på ca. 800.000 kr. Året efter, i 2011, fik festugen et underskud på 160.000 kr. og egenkapitalen blev derfor brugt. Næstved Kommune valgte at indstille sit tilskud i 2012, som året inden havde været på 350.000 kr. Arrangementet blev derfor stoppet helt, da der ikke var økonomi til at fortsætte.